# Greatest Hits of Urszula
Greatest Hits of Urszula – album Urszuli, wydany w 1992 roku nakładem wydawnictwa Rock Studio New York z okazji 10-lecia pracy artystycznej wokalistki.
Realizacja nagrań: czerwiec 1982 - czerwiec 1992.

## Lista utworów
1. „Fatamorgana`82” (muz. R. Lipko, sł. M. Dutkiewicz) – 3:43
2. „Bogowie i demony” (muz. R. Lipko, sł. M. Dutkiewicz) – 4:32
3. „Luz - blues w niebie same dziury” (muz. R. Lipko, sł. M. Dutkiewicz) – 4:28
4. „Totalna hipnoza” (muz. R. Lipko, sł. M. Dutkiewicz) – 4:44
5. „Michelle ma belle” (muz. R. Lipko, sł. M. Dutkiewicz) – 4:16
6. „Dmuchawce, latawce, wiatr” (muz. R. Lipko, sł. M. Dutkiewicz) – 5:31
7. „Malinowy król” (muz. R. Lipko, sł. M. Dutkiewicz) – 5:07
8. „Podwórkowa kalkomania” (muz. R. Lipko, sł. M. Dutkiewicz) – 5:24
9. „Wielki odlot” (muz. R. Lipko, sł. M. Dutkiewicz) – 4:48
10. „Szał sezonowej mody” (muz. R. Lipko, sł. T. Zeliszewski) – 5:11
11. „Ile masz lat” (muz. R. Lipko, sł. M. Dutkiewicz) – 4:25
12. „Kto zamiast mnie” (muz. R. Lipko, sł. M. Dutkiewicz) – 5:09
13. „Smutno jest w zoo” (muz. S. Zybowski, sł. U. Kasprzak) – 4:35
14. „Rysa na szkle” (muz. S. Zybowski, sł. B. Olewicz) – 4:52

## Listy przebojów
| wrzesień 1989 | Rysa na szkle | 3 | 3 |